# Arnaldo Mesa
Arnaldo Mesa (ur. 6 grudnia 1967 w Key Mambí, w gminie Frank Pais, zm. 17 grudnia 2012 w Holguín) – kubański amatorski bokser kategorii koguciej i piórkowej, srebrny medalista letnich igrzysk olimpijskich w Atlancie w wadze piórkowej. W 1986 w Reno zdobył brązowy medal mistrzostw świata w kategorii koguciej, a w 1989 w Moskwie i w 1991 roku w Sydney w kategorii piórkowej. Jest również zdobywcą dwóch złotych medali igrzysk panamerykańskich, w 1991 oraz 1995 roku.